# Liste der Bodendenkmale in Niederfinow
Die Liste der Bodendenkmale in Niederfinow enthält alle Bodendenkmale der brandenburgischen Gemeinde Niederfinow und ihrer Ortsteile auf der Grundlage der Landesdenkmalliste vom 31. Dezember 2021.
Die Baudenkmale sind in der Liste der Baudenkmale in Niederfinow aufgeführt.
| Gemarkung                  | Flur        | Kurzansprache                                                             | Bodendenkmalnummer | Bemerkung | Bild |
| -------------------------- | ----------- | ------------------------------------------------------------------------- | ------------------ | --------- | ---- |
| Chorin, Niederfinow (Lage) | 9, 1        | Siedlung slawisches Mittelalter, Siedlung Steinzeit, Siedlung Bronzezeit  | 40109              |           |      |
| Niederfinow (Lage)         | 5, 6, 10    | Altstadt deutsches Mittelalter, Altstadt Neuzeit                          | 40338              |           |      |
| Niederfinow (Lage)         | 4           | Gräberfeld Bronzezeit                                                     | 40339              |           |      |
| Niederfinow (Lage)         | 7, 8, 9, 10 | Siedlung Neolithikum, Siedlung Eisenzeit                                  | 40340              |           |      |
| Niederfinow (Lage)         | 5           | Siedlung Eisenzeit                                                        | 40341              |           |      |
| Niederfinow (Lage)         | 7           | Siedlung Neolithikum                                                      | 40342              |           |      |
| Niederfinow (Lage)         | 4           | Einzelfund deutsches Mittelalter, Siedlung Steinzeit, Siedlung Bronzezeit | 40343              |           |      |
| Niederfinow (Lage)         | 5           | Siedlung Urgeschichte                                                     | 40344              |           |      |
| Niederfinow (Lage)         | 4           | Siedlung slawisches Mittelalter                                           | 40345              |           |      |